# Жабляк (община)
Эта статья об общине в Черногории. Об одноименном городе см. Жабляк
Община Жабляк (серб. Жабљак) — община в Черногории. Административный центр — город Жабляк.

## География
Община Жабляк занимает площадь в 445 км². Она расположена в северной части Черногории. Большая часть территории общины занята горами. В восточной части это низкие возвышенности, в западной - гора Дурмитор (достигающая высоты в 2523 метра), одна из высочайших точек Черногории. Там же находится одноименный национальный парк, популярный среди туристов. Наиболее населенные низины расположены в окрестностях города Жабляк.

## Население
По данным переписи 2023 года, население общины составляет 2 941 человек.
В населении общины наибольшую численность имеют сербы (52,64% или 1548 человек), следующее место занимают черногорцы (42,43% или 1248 человек). Оставшуюся часть населения составляют прочие народы (1,93% или 57 человек) и люди с неизвестной национальностью (2,99% или 88 человек).
Абсолютное большинство проживающих на территории общины исповедует православие (96,63% или 2842 человек).